# 샤르자 FC
샤르자 풋볼 클럽(아랍어: نادي الشارقة) 또는 샤르자 FC(Sharjah FC)는 아랍에미리트의 축구 클럽으로 샤르자를 연고로 삼고 있다.
이 팀은 1966년에 알오루바 클럽이란 이름으로 창단되었고, 1974년에 알칼리지와 병합하였다. 1978년부터 샤르자 클럽이란 이름으로 공식 등록되었다. 현재는 UAE 1부 리그에 출전하고 있다.

## 역사
샤르자는 1973/74 시즌 개막한 아랍에미리트 축구 리그 첫 공식 대회의 우승팀이다. 샤르자는 80년대 후반과 90년대 초반 4번의 우승을 차지하였으며, 아랍에미리트가 FIFA 월드컵(1990년 이탈리아 월드컵)에 진출했을 때 9명의 선수를 배출하였다.
클럽의 별칭은 "더 킹(The King)"이며 이는 UAE 프레지던트 컵에서 8번으로 가장 많은 우승을 차지하였기 때문이다.
샤르자는 아랍에미리트 내의 모든 클럽과의 상대 전적에서 앞서는 유일한 팀이다.

## 역대 우승 기록

#### 국내
- UAE 1부 리그: 6

1973/74, 1986/87, 1988/89, 1993/94, 1995/1996, 2018/2019
- UAE 프레지던트컵: 8

1978/79, 1979/80, 1981/82, 1982/83, 1991/90, 1994/95, 1997/98, 2002/03
- UAE 슈퍼컵: 1

1994/95

#### 아시아
- AFC 챔피언스리그: 2회 참가

2004: 8강
2009: 중도 기권
- 아시안 클럽 챔피언십: 4회 참가

1989: 예선 라운드
1991: 걸프전쟁으로 예선 라운드 3조는 취소되었다
1994: 1라운드
1997: 1라운드에서 기권
- 아시안 컵 위너스 컵: 1회 참가

1991/92: 1라운드

## 선수 명단

### 현역
참고: FIFA 자격 규정에 따라 소속된 국가대표팀 국기를 표시합니다. 선수는 복수의 FIFA 비회원국 국적을 가지고 있을 수 있습니다.
| 번호 | 포지션 | 국적   | 이름          |
| ---- | ------ | ------ | ------------- |
| 20   | DF     |        | 조유민        |
| 23   | FW     | 수리남 | 타이론 콘라드 |
| 27   | MF     |        | 길례르미 비로 |

| 번호 | 포지션 | 국적 | 이름 |
| ---- | ------ | ---- | ---- |

## 역대 감독
| 감독              | 임기   |
| ----------------- | ------ |
| 코스민 올러로이우 | 2021 ~ |